# Saint-Blimont
Saint-Blimont là một xã ở tỉnh Somme, vùng Hauts-de-France, Pháp.
Thị trấn này có cự ly khoảng 12 dặm Anh về phía tây của Abbeville, trên đường D106. 

## Dân số
| 1962                                                                    | 1968 | 1975 | 1982 | 1990 | 1999 |
| ----------------------------------------------------------------------- | ---- | ---- | ---- | ---- | ---- |
| 948                                                                     | 958  | 989  | 1056 | 1046 | 948  |
| Census count starting from 1962 Source=INSEE: Dân số không tính hai lần |      |      |      |      |      |